# 岡崎明
岡崎 明 (おかざき あきら、 1928年1月1日 大阪市東住吉区  -  2010年5月18日 横浜市都筑区), 1959年から2009年まで大映映画の日本映画監督。

## 映画
- 清作の妻 (1965年, 大映（東京撮影所) ) 助監督[1]
- 白い巨塔 (1966年, 大映（東京撮影所) ) 助監督[2]
- 妻二人 (1967年, 大映（東京撮影所) ) 助監督[3]
- 痴人の愛 (1967年, 大映（東京撮影所) ) 助監督[4]
- 雪の喪章 (1967年, 大映（東京撮影所) ) 助監督
- 高校生番長　棒立てあそび (1970年, 大映（東京撮影所), ダイニチ映配) 監督
- 十七才の成人式 (1971年, 大映（東京撮影所), ダイニチ映配) 監督

## テレビ
- サンダーマスク (1972年, 日本テレビ)
- プロレスの星 アステカイザー (1976年～1977年, 円谷プロダクション)